# Paxton (Nebraska)
Paxton est un village du comté de Keith, dans l'État du Nebraska, aux États-Unis. En 2020, il comptait une population de 516 habitants.